# 林浩文
林浩文（英語：Oman Lam，1992年1月6日—），曾為香港無綫電視基本藝人合約男藝人，2017年第29期無綫電視藝員訓練班學員，參與不少電視劇，較有名角色包括處境劇《愛·回家之開心速遞》之「阿叢（書蟲）」及牛下女高音的游子朗。

## 演出

### 電視劇（無綫電視）
| 首播         | 劇名                           | 角色               |
| 2013年       | 《On Call 36小時II》           | 舞蹈員             |
| 2013年       | 《愛·回家》                    | 觀眾（第268集）    |
| 2016年       | 《律政強人》                   | 記者               |
| 2018年至今   | 《愛·回家之開心速遞》          | 阿叢（書蟲）       |
| 2018年       | 《逆緣》                       | 記者               |
| 2018年       | 《兄弟》                       | 拳擊學生           |
| 2018年       | 《救妻同學會》                 | 警方探員           |
| 2019年       | 《福爾摩師奶》                 |                    |
| 2019年       | 《鐵探》                       |                    |
| 2019年       | 《白色強人》                   |                    |
| 2019年       | 《好日子》                     |                    |
| 2019年       | 《包青天再起風雲》             |                    |
| 2019年       | 《她她她的少女時代》           |                    |
| 2019年       | 《街坊財爺》                   |                    |
| 2019年       | 《金宵大廈》                   |                    |
| 2019年       | 《牛下女高音》                 | 游子朗             |
| 2019年       | 《解決師》                     |                    |
| 2019年       | 《堅離地愛堅離地》（海外首播） |                    |
| 2019至2020年 | 《丫鬟大聯盟》                 |                    |
| 2020年       | 《黃金有罪》                   |                    |
| 2020年       | 《大醬園》                     |                    |
| 2020年       | 《機場特警》                   | 機場特警組警員     |
| 2020年       | 《十八年後的終極告白》         | 胡啟思（喪屍）     |
| 2020年       | 《降魔的2.0》                  | 乘客               |
| 2020年       | 《殺手》                       | 阿九               |
| 2020年       | 《迷網》                       | 龍手下             |
| 2020年       | 《反黑路人甲》                 | 肥屍               |
| 2020年       | 《C9特工》                     | 殺手               |
| 2020年       | 《木棘証人》                   | W手下              |
| 2020年       | 《踩過界II》                   | 周細強             |
| 2021年       | 《失憶24小時》                 | 吵架男             |
| 2021年       | 《愛美麗狂想曲》               | 少年               |
| 2021年       | 《伙記辦大事》                 | CID                |
| 2021年       | 《逆天奇案》                   | 軍裝警員           |
| 2021年       | 《一笑渡凡間》                 | 程孝               |
| 2021年       | 《刑偵日記》                   | 特案組組員         |
| 2021年       | 《七公主》                     | Calvin             |
| 2021年       | 《把關者們》                   | 手下               |
| 2021年       | 《換命真相》                   | 車房職員           |
| 2021年       | 《拳王》                       | 拳館學生、嘉勳經理 |
| 2021年       | 《青春本我》                   | 陳志求             |
| 2021年       | 《愛上我的衰神》               | CID                |
| 2022年       | 《鐵拳英雄》                   | 金家手下           |
| 2022年       | 《回歸》                       | 青年               |
| 2022年       | 《白色強人II》                 | 食環署職員         |
| 2022年       | 《痞子殿下》                   | 山賊               |
| 2022年       | 《黯夜守護者》                 | 警察               |
| 2022年       | 《下流上車族》                 | 車志明（青年）     |
| 2022年       | 《美麗戰場》                   | 導演               |
| 2022年       | 《超能使者》                   | 光                 |
| 2022年       | 《輕·功》                      | 店員               |
| 2023年       | 《黃金萬両》                   | 公子               |
| 2023年       | 《新四十二章》                 | 刀手               |
| 2023年       | 《法言人》                     | Max                |
| 2023年       | 《隱門》                       | CID                |
| 2023年       | 《新聞女王》                   | 林澤鑫             |
| 2024年       | 《再見·枕邊人》                | 祥                 |
| 2024年       | 《巾幗梟雄之懸崖》             | 阿雞               |
| 2025年       | 《虛擬情人》                   | 大雄               |
| 2025年       | 《刑偵12》                     | 劉亞威             |
| 2025年       | 《執法者們》                   | Alex               |
| 未播映       | 《非常檢控觀》                 |                    |

### 綜藝節目（無綫電視）
| 年份   | 節目名                      | 備註          |
| 2017年 | 《Ben Sir睇樓團》（第一輯） | 演出（第6集） |
| 2017年 | 《我愛EYT》                 | 演出          |
| 2019年 | 《大玩特玩》                | 演出          |
| 2020年 | 《萬眾同心公益金》          | 演出          |
| 2021年 | 《盛·舞者》                 | 參賽者        |

## 外部連結
- 林浩文在tvb.com的資料
- 林浩文的Instagram帳戶